# Mohamed Alí Ben Romdán
Mohamed Alí Ben Romdán (arabul: محمد علي بن رمضان;  Tunisz, 1999. szeptember 6. –) tunéziai válogatott labdarúgó, az el-Ahlí játékosa.

## Pályafutása

### Klubcsapatokban
Ben Romdán szülővárosa csapatában, az Espérance Tunis csapatában nevelkedett. 2018-ban lett a felnőtt keret tagja; öt év alatt összesen 143 tétmérkőzést játszott a játszott az együttesben. A tunéziai élvonalban 92 mérkőzésen lépett pályára és 19 gólt szerzett. Ötször lett tunéziai bajnok, egyszeres Szuperkupa-győztes valamint egyszeres CAF-bajnokok ligája győztes 2019-ben. 2023 júliusában a Ferencvároshoz igazolt.
2024. augusztus 10-én a Diósgyőr elleni bajnoki mérkőzésen az ő két góljával győzött az FTC Miskolcon. 2025. május 2-án jelentették be, hogy a szezon végén távozik a klubtól. Június 3-án jelentették be, hogy az egyiptomi el-Ahlí szerződtette.

### A válogatottban
2019. október 20-án mutatkozott be a tunéziai labdarúgó-válogatottban egy Líbia elleni mérkőzésen. Tagja volt a 2021-es afrikai nemzetek kupáján és a 2022-es labdarúgó-világbajnokságon szerepelt tunéziai kereteknek.

## Statisztika

### Góljai a válogatottban
2024. szeptember 8-án lett frissítve.
| Ssz. | Dátum               | Helyszín                                  | Ellenfél          | Gólja | Végeredmény | Verseny                                        |
| ---- | ------------------- | ----------------------------------------- | ----------------- | ----- | ----------- | ---------------------------------------------- |
| 1.   | 2022. június 14.    | Panasonic Suita Stadion, Suita, Japán     | Japán             | 1–0   | 3–0         | 2022-es Kirin-kupa                             |
| 2.   | 2024. június 5.     | Hammadi Agrebi Stadion, Tunisz, Tunézia   | Egyenlítői-Guinea | 1–0   | 1–0         | 2026-os labdarúgó-világbajnokság-selejtező     |
| 3.   | 2024. szeptember 8. | Stade El Abdi Stadion, El Jadida, Marokkó | Gambia            | 2–1   | 2–1         | 2025-ös Afrikai nemzetek kupája (kvalifikáció) |

## Sikerei, díjai

### Klubcsapatokban
Espérance Tunis
- Tunéziai bajnokság (5): 2018, 2019, 2020, 2021, 2022
- CAF-bajnokok ligája (1): 2018–19

 Ferencváros
- Magyar bajnok (2): 2023–24, 2024–25[7]
- Magyar kupa ezüstérmes (2): 2024,[8] 2025

### A válogatottban
Tunézia
- Kirin-kupa (1): 2022